# János Térey
Dans le nom hongrois Térey János, le nom de famille précède le prénom, mais cet article utilise l’ordre habituel en français János Térey, où le prénom précède le nom.
János Térey, né le 14 septembre 1970 à Debrecen et mort le 3 juin 2019, est un écrivain, traducteur et dramaturge hongrois.